# 閣堯內島

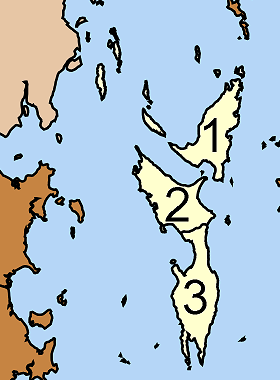
長島縣地圖

閣堯內島，又譯堯內島、瑤諾島、小長島，是泰國南部攀牙府長島縣攀牙灣的一個島。它位於另外兩個旅遊名勝布吉島（也称“普吉岛”）及喀比島(也称“甲米岛”)之間，面向安達曼海。人口大約有4,500人，主要是遜尼派穆斯林。

## 外部連結
- 攀牙灣地圖

8°00′08″N 98°34′08″E / 8.00222°N 98.56889°E